# Алфра (Кремона)
Алфра (итал. Alfra) је насеље у Италији у округу Кремона, региону Ломбардија.
Према процени из 2011. у насељу је живело 33 становника. Насеље се налази на надморској висини од 43 м.